# Rodolfo Pérez Pimentel
Rodolfo Pérez Pimentel (2 novembre 1939, Guayaquil) est un historien et biographe équatorien, avocat et juriste de formation. Il est l'auteur de plusieurs ouvrages consacrés à l'histoire de l'Équateur, dont en particulier son Dictionnaire biographique de l'Équateur, dont le premier volume date de 1987. Lauréat du Prix Eugenio Espejo (2005) dans la catégorie Littérature, il est également membre de l'Académie nationale d'Histoire, dont il préside la section (capítulo) de Guayaquil (2014).